# Roszowice

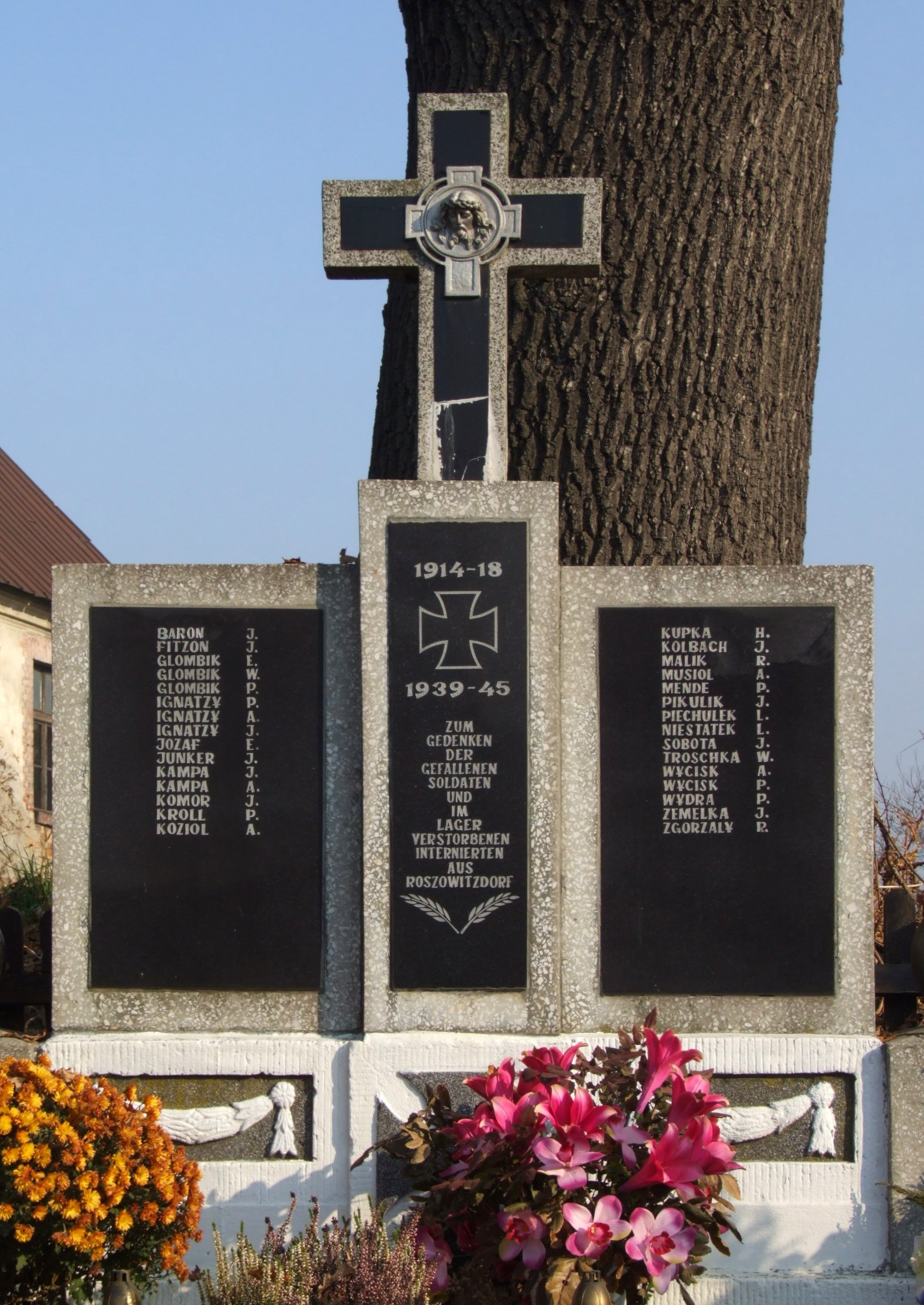
Pomnik mieszkańców wsi poległych i zmarłych podczas wojen światowych

Roszowice (dodatkowa nazwa w j. niem. Roschowitzdorf; w latach 1936-1945 Gräfenstein) – wieś w Polsce, położona w województwie opolskim, w powiecie kędzierzyńsko-kozielskim, w gminie Cisek.
W latach 1975–1998 wieś administracyjnie należała do ówczesnego województwa opolskiego.

## Integralne części wsi
| SIMC    | Nazwa    | Rodzaj     |
| ------- | -------- | ---------- |
| 0492865 | Lipowina | część wsi  |
| 0492871 | Płonia   | przysiółek |

## Historia
Wieś Rossowitze była wzmiankowana w 1532 r., jako własność Martina Roschowskiego.
Od końca XVIII w. wieś posiadała własną pieczęć gminną, na której wizerunku przedstawiono gwiazdę sześciopromienną.
Na początku XIX wieku we wsi było 64 domy i 342 mieszkańców.

## Komunikacja
Przez Roszowice przebiega droga wojewódzka nr 427.